# Albert Lucas (navire)
Pour les articles homonymes, voir Albert Lucas.
L'Albert Lucas est un navire océanographique français lancé en 2010, propriété de l'INSU.
Il est armé en pêche côtière, opère jusqu'à 20 milles des côtes, principalement dans les zones de la rade de Brest et la mer d'Iroise; il est principalement mobilisé en soutien aux diverses activités de recherche et d'enseignement en biologie et écologie marine, biogéochimie et océanographie. Ses demandes de missions proviennent principalement des équipes permanentes de l'IUEM ou des AMP.
Il est conçu pour réaliser des missions variées: prélèvements scientifiques, bathymétrie, mesure de température et de salinité de l'eau de mer etc.

## Construction
Le Albert Lucas  a  été construit en polyester en 2010, au Croisic. 

## Équipements et locaux scientifiques
- Sondeur Furuno FCV 1150 bi fréquence 28 / 200 khz
- Station météo Young
- Thermosalinomètre SBE 45
- CTD SBE 19
- Perche latérale acoustique
- Laboratoire scientifique humide : 4 m²
- Réfrigérateur : 20 Litres
- Congélateur : 20 litres
- Surface plage arrière : 15 m²
- Drone imageur héliporté
- 2 x treuil de pêche L:300 m D:10 mm
- 1 x treuil hydrologie L: 100 m D: 4,8 mm
- 1 x treuil électroporteur L: 100 m D: 2.56 mm
- Grue tribord de manutention CMU : 990 kg et 300 kg en bout de flèche à 3,80M
- Potence bâbord CMU 150 kg
- Échelle de plongeur + rack de 6 bouteilles de plongée